# اچ‌ام‌اس گئورگهام (ام۲۷۸۸)
اچ‌ام‌اس گئورگهام (ام۲۷۸۸) (به انگلیسی: HMS Georgeham (M2788)) یک کشتی بود که طول آن ۱۰۶ فوت ۶ اینچ (۳۲٫۴۶ متر) بود. این کشتی در سال ۱۹۵۷ ساخته شد.